# 浜博文
浜 博文（はま ひろふみ、1958年11月10日 - ）は、日本の俳優。本名は浜脇博文。宮崎県出身。特技は柔道、乗馬。旧芸名＝浜脇博文。
2時間ドラマでは刑事役が多い。

## 出演

### テレビドラマ
- 宇宙刑事シャリバン第4話「マイコン指名手配」（1983年、テレビ朝日）
- 火曜スーパーワイド （ANB）
  - 「万歳!奇蹟の赤ちゃん出産 看護婦青春物語」（1988年）
  - 「美人OL探偵と窓際刑事」（1988年 - 1989年）
  - 「可愛い男と四つの女難」（1988年）
- 火曜ミステリー劇場 （ANB）
  - 「ベビーシッター 桃子の冒険」（1990年）
- 女無宿人 半身のお紺 第1話「想い涸れましょうや」（1991年、TX）
- 本当にあった怖い話「しのびよる管理人」（1992年、ANB）
- 土曜ワイド劇場 （ANB）
  - 「美人キャスター殺人事件」（1993年）
  - 「法医学教室の事件ファイル」（1994年） - 田中刑事
  - 「法医学教室の事件ファイル」（1995年 - ） - 大石刑事
  - 「車椅子の弁護士・水島威」（1996年 - 2004年）
  - 「女弁護士 朝吹里矢子6・幼い目撃者」（1999年） - 木田刑事
  - 「殺人銀行」（2001年） - 記者
  - 「天才・神津恭介の殺人推理 ふた組の夫婦のからみ合う殺意」（2002年）
  - 「再会殺人事件」（2002年） - 武田刑事
  - 「50億を相続する女」（2003年） - 青木刑事
  - 「弁護士・森江春策の裁判員法廷」（2009年-） - 藤巻脩吾
- NHK大河ドラマ / 炎立つ（1993年、NHK） - 貴人
- 金曜エンタテイメント （CX）
  - 「獣医・佐久間亜里」（1988年）
- はぐれ刑事純情派 （ANB）
  - 第12シリーズ 第4話「殺意の出世争い!?安浦刑事が信じた女!」（1999年） - 早坂部長
  - 第13シリーズ 第11話「善意が生んだ殺意!?急行電車を停めた男!」（2000年）
- 女と愛とミステリー「48時間の恐怖・時計の針がナイフに変わるとき」（2004年、テレビ東京・BSジャパン） - 坂口隆
- 第一級殺人弁護3・横浜の肝っ玉かあさん殺人事件…（2005年、EX）
- 水曜ミステリー9「銀座高級クラブママVS熱海の老舗旅館女将」（2005年、TX）
- 契約結婚（2005年、THK）

### 舞台
- 死神繁盛記
- 廓・いろいろ繁盛記